# Cyathea boivinii
Cyathea boivinii là một loài thực vật có mạch trong họ Cyatheaceae. Loài này được Mett. ex Kuhn mô tả khoa học đầu tiên năm 1868.